# Sport- und Erholungszentrum

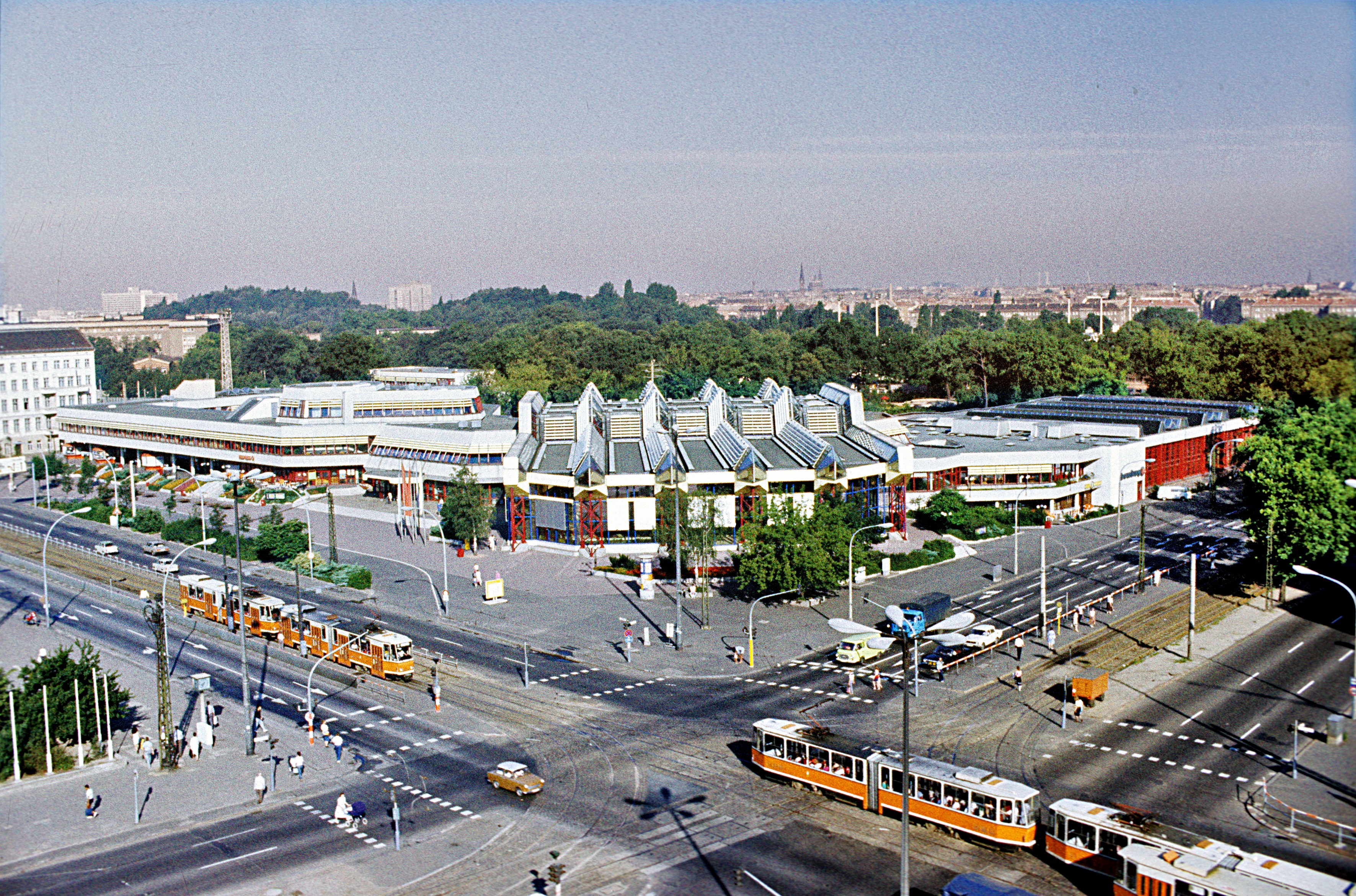
Das SEZ im Jahr 1987 aus der Vogelperspektive

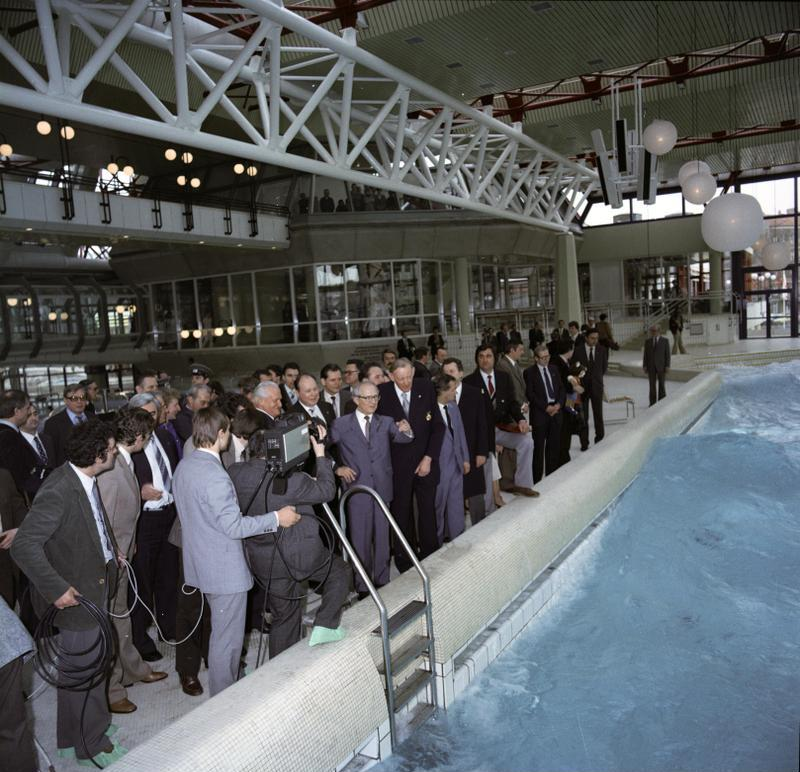
Eröffnung des SEZ am 20. März 1981

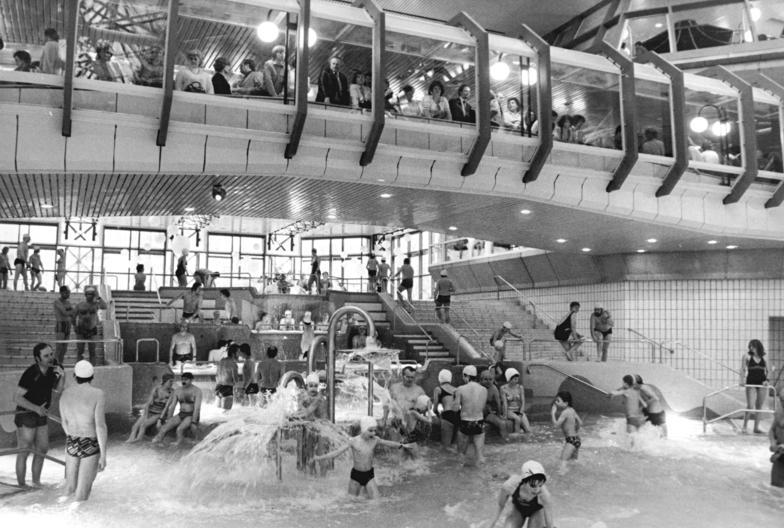
Im SEZ (1981)

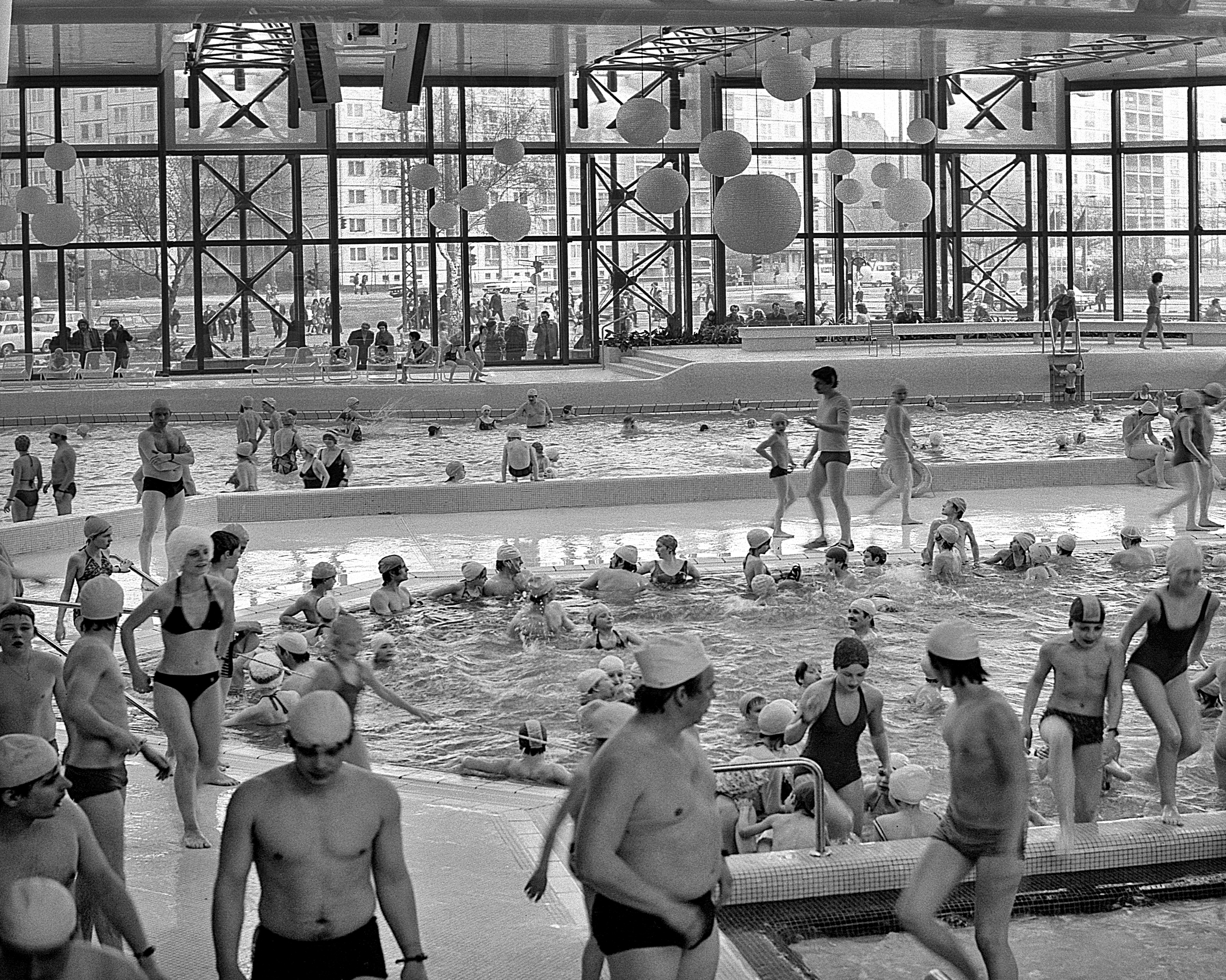
Im SEZ (1987)

Das Sport- und Erholungszentrum (SEZ) ist ein multifunktionaler Gebäudekomplex für Sport und Unterhaltung in Berlin-Friedrichshain, der zur Eröffnung 1981 in seiner Größe weltweit einzigartig war. In der DDR war es ein öffentliches Prestigeobjekt der Partei- und Staatsführung. Die Eintritts- und Restaurantpreise waren hochsubventioniert. Es befindet sich an der Kreuzung Landsberger Allee/Danziger Straße.

## Geschichte

### 1981 bis 1991
Das Sport- und Erholungszentrum wurde am 20. März 1981 nach Plänen eines schwedischen Architektenteams von der Aufbauleitung Sondervorhaben Berlin unter Leitung von Erhardt Gißke fertiggestellt und nach 27-monatiger Bauzeit eröffnet. Weitere beteiligte Planer waren Bernd Fundel, Günter Reiß, Klaus Tröger und Otto Patzelt. Das SEZ zog bereits in den ersten fünf Jahren seines Bestehens 16 Millionen Besucher an. Die moderne und offene Architektur mit über 15.000 m² Glasfläche betonte auch von außen den einladenden Charakter des Hauses. Der gesamte Komplex war für bis zu 22.000 Besucher pro Tag ausgelegt. Das SEZ war für die Einwohner Ost-Berlins und viele DDR-Bürger von ähnlicher Bedeutung wie der Palast der Republik. Lange Warteschlangen vor den Eingängen waren keine Seltenheit. Um den Andrang zu begrenzen, wurden Eintrittspreise zwischen 20 und 50 Pfennig selbst für jene Besucher verlangt, die sich nicht sportlich betätigen wollten.
Bekannt und geschätzt wurde das SEZ nicht nur wegen seiner vielen modernen Sporteinrichtungen, sondern auch für sein Veranstaltungsprogramm. Es gab Sportveranstaltungen, Varietés, Kabarett, Kleintheater, Unterhaltungsshows, Tanzveranstaltungen, Folkloreevents, kulturell-künstlerisch untersetzte Themengastronomien, Konzerte und Großveranstaltungen. Besonders beliebt war das viermal im Jahr veranstaltete „SEZ-Komplett“ mit bis zu 15.000 Besuchern. Für diese zweitägige Veranstaltung wurde das ganze Haus aufwändig dekoriert und in 15 verschiedene Veranstaltungsorte umgewandelt.
Das Gebäude beherbergte unter anderem:
- ein Schwimm- und Spaßbad mit sieben teils ineinander-laufenden Becken mit Wasserfall (inklusive einer Saunalandschaft, einem Wellenbad, einem Sprungturmbecken, einem Kaskadenbecken, einem 400 m² großen erwärmbaren Außenbecken und integrierten Bräunungsebenen). Letztere waren etwas problematisch, da es auf diesen abgelegeneren Inseln, die an einer Treppe auf verschiedenen Ebenen lagen, auch häufiger zu einvernehmlichen sexuellen Kontakten kam. Ein großes Außenbad mit Wasserrutsche war von innen her, durch eine Unterführung bzw. eine ca. 2 cm Gummiwand erreichbar, durch die man tauchen musste.
- eine Eis- bzw. Rollschuhlaufbahn (Winter-/Sommerbetrieb), wo das einzige in der DDR produzierte Skateboard, der Germina Speeder, ausgeliehen werden konnte
- Sporthallen
- Fitnessstudios („Konditionierungs- und Selbsttesträume“)
- eine moderne Bowlinganlage mit 16 Bahnen
- eine Tischtennishalle
- Gymnastik- und Ballettsäle
- mehrere multifunktionale Veranstaltungsräume inklusive Bühnen-, Licht- und Tontechnik
- eine Kampfsportschule
- großflächige Billard- und Openair-Sportanlagen (Tennis, Tischtennis, Boule, Minigolf, Federball)
- einen Schachtreff
- einen „Kindersportgarten“ (dort konnten Besucher mit Eintrittskarten für die Einrichtungen ihre Kleinkinder für maximal 4 Stunden kostenlos betreuen lassen)
- einen Friseursalon
- eine sportmedizinische Praxis

Im Gebäudekomplex waren zehn verschiedene gastronomische Einrichtungen integriert (unter anderem Bierrestaurant „Zur Molle“, Restaurant „Kristall“, „Kaskade“, „Foyertreff“, „Polariumtreff“, Eis-Milch-Bar „Wellentreff“).
In der großen Sporthalle des SEZ wurde die DDR-Fitness-Sportsendung „Medizin nach Noten“ gedreht.

### 1991 bis heute
Nach dem Ende der DDR 1990 gab es um die Weiterführung des Objektes jahrelange Ungewissheit. Nach und nach wurden der Betrieb der Sportstätten und der Veranstaltungsbetrieb eingestellt und fast die gesamte Belegschaft entlassen. Dem Berliner Senat als neuer Eigentümer waren die Kosten zu hoch und das SEZ wurde im Dezember 2002 geschlossen. Die Belegschaft wurde in andere Senatseinrichtungen übernommen. Anschließend wurde der Gebäudekomplex an einen Leipziger Investor verkauft. Unmittelbar danach erhielt das graue Gebäude einen neuen Anstrich. Den Besuchern standen ab November 2003 die renovierte Bowlingbahn sowie die Badminton- und Tischtennishalle wieder für sportliche Aktivitäten zur Verfügung. In den folgenden Jahren wurden umfangreiche Entkernungs- sowie Instandhaltungsarbeiten durchgeführt. Der SEZ-Park wurde umfassend umgestaltet, es wurden mehr als 5000 Pflanzen neu gepflanzt.
2004 fand im Rahmen der Love Week (Ersatzveranstaltung der Loveparade) ein Tages-Open-Air statt. 2009 wurde ein multifunktioneller Sportbereich eröffnet, in dem Ballsportplätze, Fitness, Wasserflächen und ein Saunabereich mit Außenpoolgelände zugänglich sind. Ein Teil der eigentlichen Gebäudefläche ist weiterhin ungenutzt.
Zur Langen Nacht der Museen wurde im August 2011 das SEZ erstmals auch als öffentlicher Kunstort geöffnet. Johannes Heisig zeigte dort seine Bilderserie Krähe (Crow), die sich auf den gleichnamigen Gedichtzyklus von Ted Hughes bezieht.
Im ehemaligen Foyer fand vom 28. Juni bis 30. September 2012 eine große Streetart-Ausstellung statt.
Seit einigen Jahren findet zu Beginn des jeweils neuen Jahres das zweitägige Psytrance- und Kunst-Festival „Odyssee“ in einem Großteil des Gebäudekomplexes statt.

## Konflikt um weitere Nutzung des Komplexes

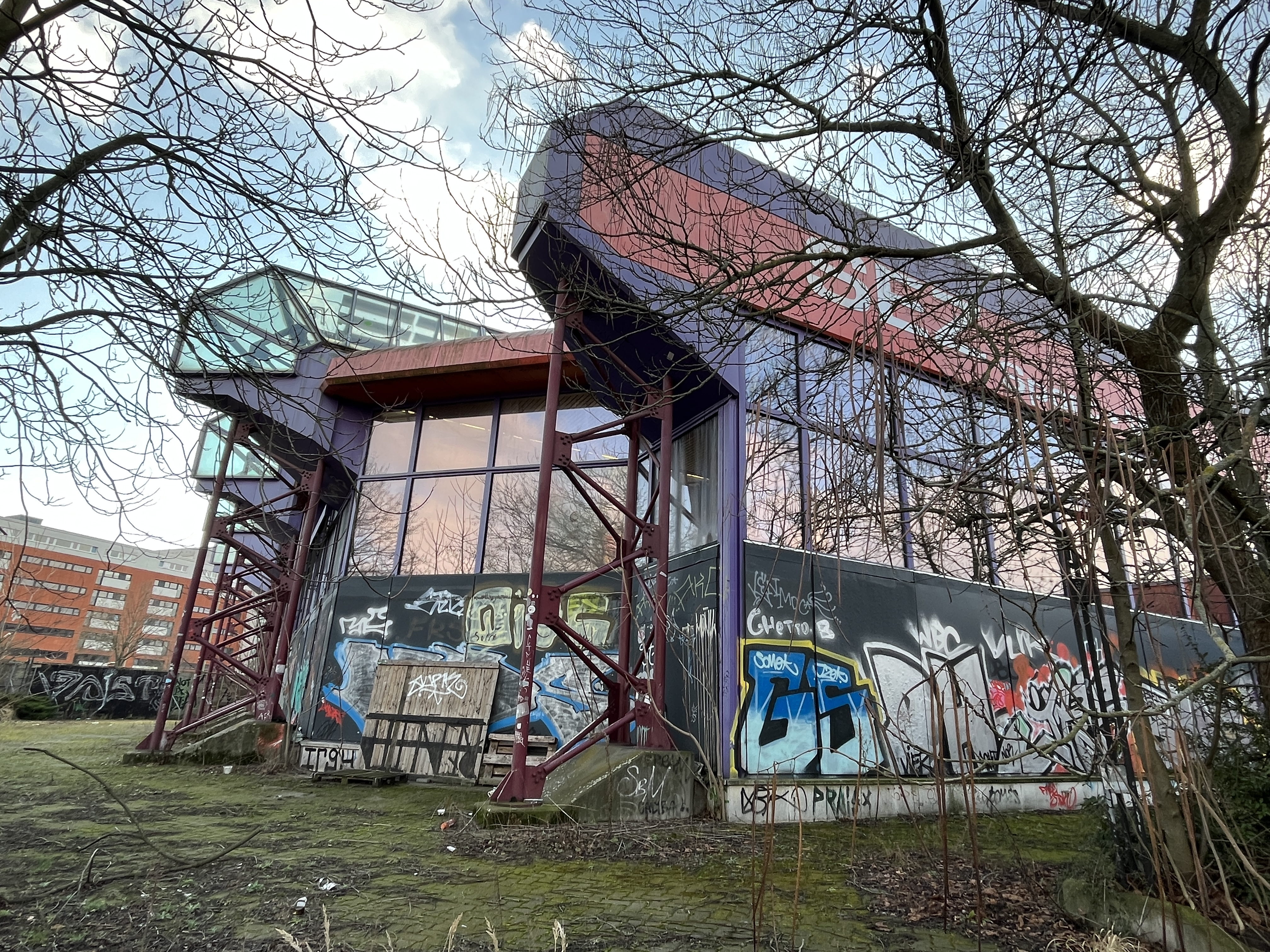
Das ungenutzte SEZ im Jahr 2022

Da der Investor das Schwimmbad des SEZ selbst aus wirtschaftlichen Gründen bisher nicht in Betrieb nahm, steht dieser vermehrt in der öffentlichen Kritik. Die Bezirksverwaltung Friedrichshain-Kreuzberg sowie der Bezirksbürgermeister Franz Schulz beanstandeten, dass der Investor seine vertraglichen Verpflichtungen nicht vollumfänglich eingehalten habe. In seinem 41. Schwarzbuch monierte der Bund der Steuerzahler 2013 das Verhalten des Berliner Senates, dessen Finanzsenator den Verkauf des Areals in der Öffentlichkeit an die feste Bedingung geknüpft habe, dass der Investor die Schwimmhalle innerhalb von fünf Jahren zu einem modernen, familienfreundlichen Spaßbad umbaut. Kritiker des Verkaufs wurden damals damit beruhigt, dass eine Vertragsstrafe und ein Rückkaufsrecht für den Fall vereinbart sei, dass die Frist für die Wiederaufnahme des Schwimmbetriebes durch den Investor nicht eingehalten werde. Bis heute sei weder der Schwimmbetrieb im Sinne eines Spaßbades aufgenommen worden, noch hätte der Senat die vertraglichen Regelungen durchgesetzt oder von der Vertragsstrafe Gebrauch gemacht. Der Bund der Steuerzahler stellte deshalb Strafanzeige wegen des Verdachts der besonders schweren, gemeinschaftlichen Untreue zulasten des Landes Berlin. Diese wurde von der Berliner Staatsanwaltschaft jedoch zurückgewiesen, bezüglich des Verkaufs zum Preis von einem Euro bereits aufgrund der nach fünf Jahren inzwischen eingetretenen Verjährung.
Kern des Konflikts ist vor allem das Ausmaß der vertraglichen Verpflichtungen des Investors zur weiteren Nutzung des Komplexes. Im Zuge der Diskussion in der Berliner Presse hatte der Investor den Kaufvertrag sowie Auszüge des begleitenden Schriftverkehrs auf der Website des SEZ veröffentlicht. Nach dem Vertrag hatte sich der Investor verpflichtet, das Kaufgrundstück weiterhin unbefristet als Sport- und Erholungszentrum mit den Angeboten Sauna, Bowling, Sporthalle und Fitnessangebot zu nutzen, die in dieser Reihenfolge zeitlich zu realisieren waren. Der Hallenbadbetrieb sollte bis zum Ende des Jahres 2007 unter der Voraussetzung aufgenommen werden, dass ein abzustimmendes Energie- und Wirtschaftlichkeitskonzept zu dem Ergebnis kommt, dass der Hallenbadbetrieb zu diesem Termin eröffnet werden kann. Senat und Liegenschaftsfonds Berlin gingen davon aus, dass der Investor diese vertraglichen Verpflichtungen mit der Inbetriebnahme einiger Wasserflächen, einschließlich des sanierten Außenbeckens erfüllt hätte. Nach Angaben des Investors wurde der juristisch unscharfe Begriff des „Hallenbades“, der in Größe und Form nicht definiert ist, absichtlich verwendet, um der nachträglichen Forderung von Wasserflächen nachkommen zu können, ohne den Vertrag zum Scheitern zu bringen.
Friedrichshain-Kreuzberg hält weitere Pläne des Unternehmers, wie auf dem SEZ-Freigelände einen Stellplatz für Wohnmobile einzurichten, den entkernten Verwaltungstrakt aufzustocken und zum Hostel auszubauen oder hinter dem Gebäude fünf Stadtvillen mit Ferienappartements zu bauen, für nicht genehmigungsfähig. Ein alternatives Vorhaben des Investors sieht vor, das SEZ abzureißen und eine moderne Sportanlage mit Wellness, Hostel und Wohnungen zu bauen. Nach der Lesart des Investors wird der bauliche Bestand des Gebäudes durch den Kaufvertrag nicht gesichert.
2018 entschied das Landgericht Berlin, dass der Unternehmer das SEZ gegen Zahlung eines Ablösebetrags von knapp einer Million Euro behalten dürfe. Dieses Urteil wurde 2022 vom Kammergericht aufgehoben und stattdessen der Verkauf der Immobilie an das Land Berlin für einen Euro angeordnet. Der Investor kündigte an, vor den Bundesgerichtshof zu ziehen. Am 23. November 2023 hat der für Verträge über Grundstücke zuständige V. Zivilsenat des Bundesgerichtshofes die gegen das Urteil des Kammergerichts vom 8. Juli 2022 (14 U 30/19) von dem Kläger eingelegte Beschwerde gegen die Nichtzulassung der Revision zurückgewiesen. Am 1. Oktober 2024 erließ das Land Berlin die Zwangsvollstreckung per Gerichtsvollzieher und übergab das Gelände an die landeseigene BIM Berliner Immobilienmanagement, die bereits im Grundbuch eingetragen worden war.
Der Senat von Berlin plante im Jahr 2024 den Abriss des Gebäudes, den Bau von 500 Wohnungen und einer Schule.